# Iglesia de San Vidal

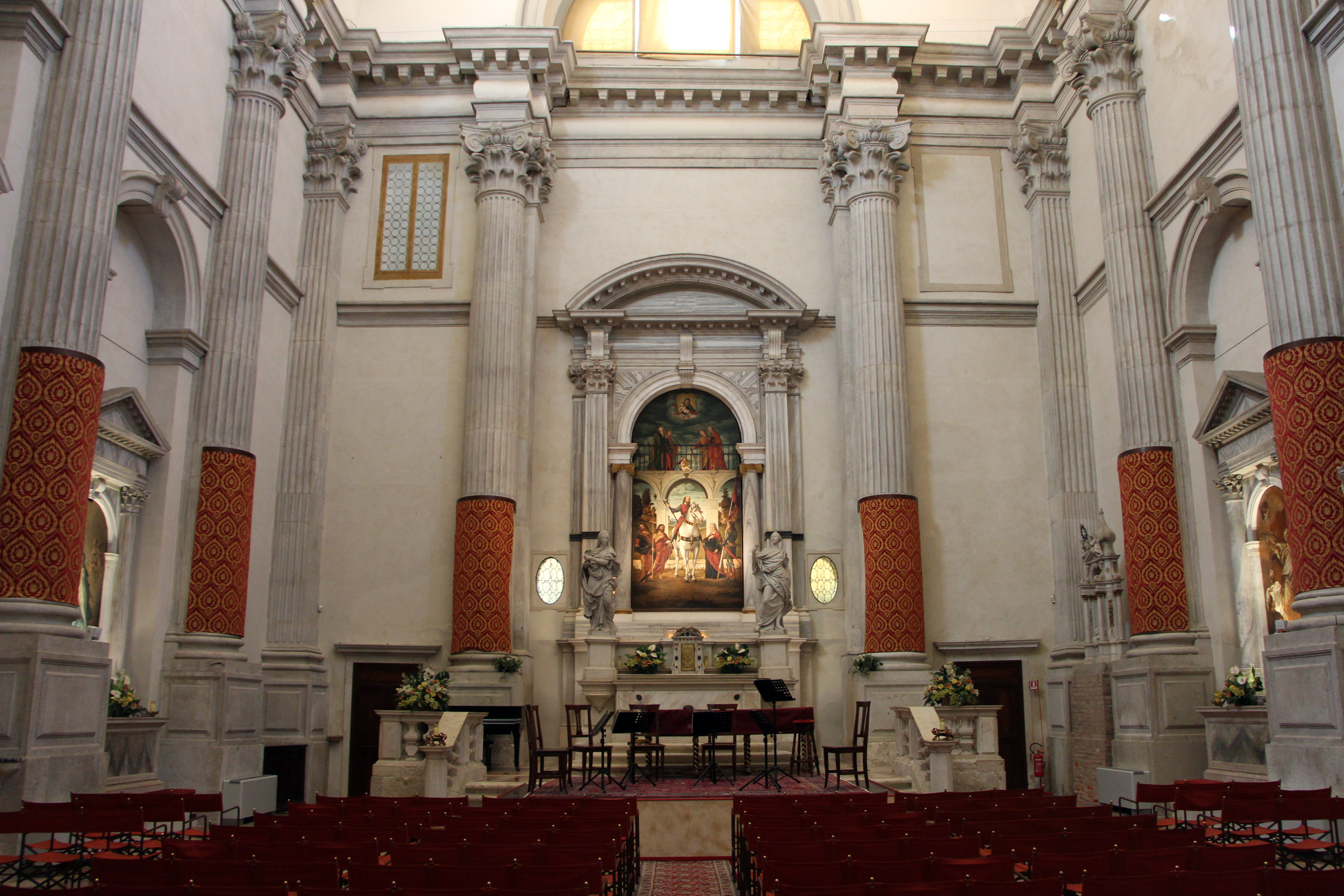
Interno

La iglesia de San Vidal es una iglesia de la ciudad de Venecia, situada en el barrio de San Marco, no lejos del puente de la Academia. Pertenece a la asociación Chorus Venezia.

## Historia
Fue fundada en 1084 durante el mandato del dux Vitale Falier . Fue renovada a finales del siglo XII. Una nueva reconstrucción de la iglesia tuvo lugar a finales del siglo XVII con la intención de transformar la fachada en un grandioso monumento a Francesco Morosini, dux de 1688 a 1694. El proyecto fue encomendado a Antonio Gaspari que presentó una serie de proyectos libremente inspirados en el de la iglesia románica de Sant'Andrea al Quirinale . Finalmente, los herederos de Morosini abandonaron el proyecto y, tras un cambio de patrocinadores, la nueva iglesia fue construida por Andrea Tirali.
Cerrada al culto, fue durante muchos años la sede de la Unión Católica de Artistas Italianos y su sacristía se utilizó como espacio de exposición de obras de arte moderno y contemporáneo. Posteriormente se utilizó como espacio para conciertos de música clásica y barroca.

## Descripción

### Exterior

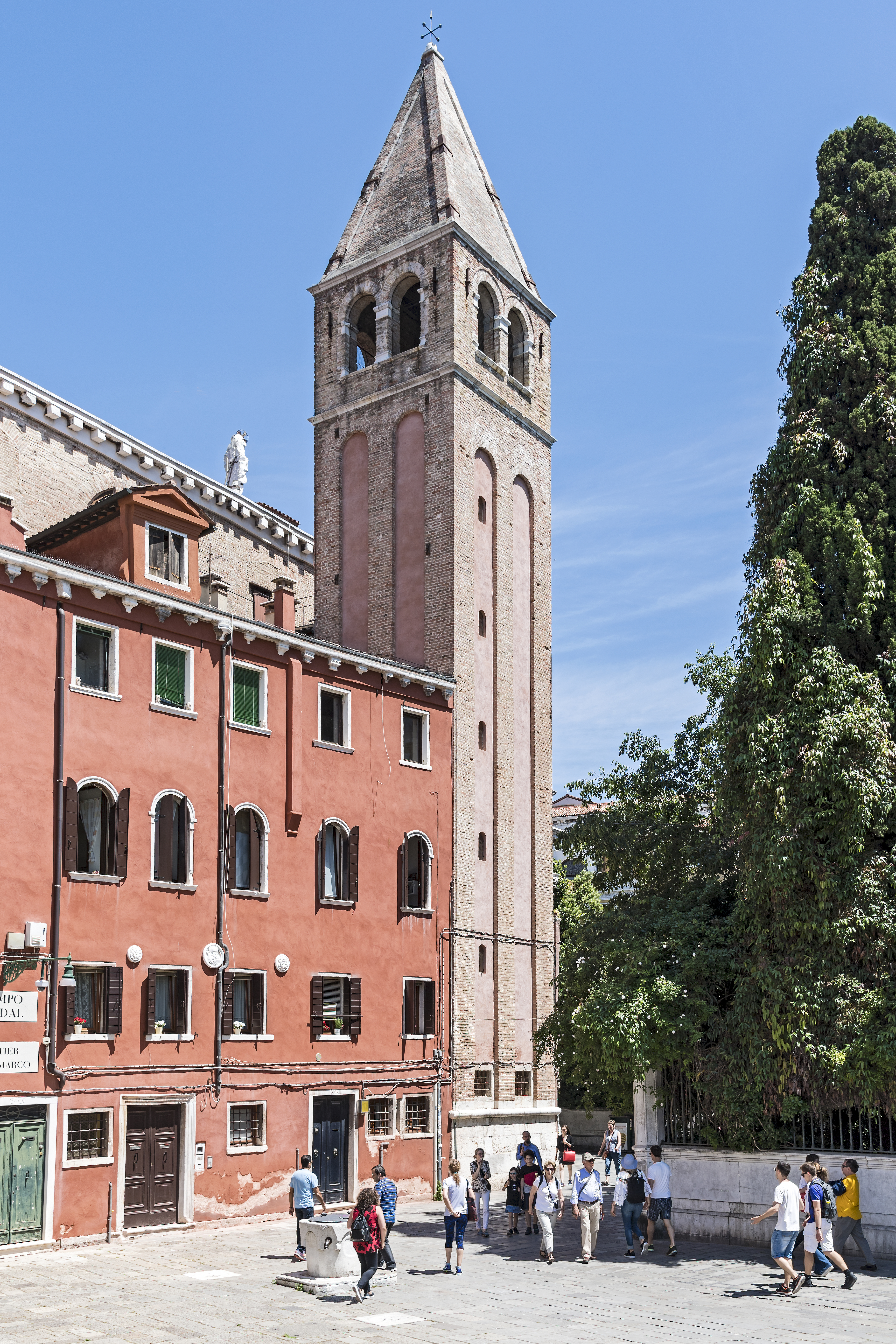
El campanario de Campo San Vidale

Está situada junto a Rio di San Vidal y su fachada principal da al Campo del mismo nombre. Se presenta con formas clásicas según un esquema palladiano y alberga en dos urnas laterales los retratos esculpidos del dux Carlo Contarini y su esposa Paolina Loredan, en memoria del legado con el que se financió la construcción. Con su saliente tripartito enmascara la nave única de la iglesia, ya que las que aparecen como naves laterales albergan en realidad viviendas, cuyas rentas proporcionaron a los párrocos el dinero necesario para la erección del edificio actual.

### Interior
Con techo abovedado, tiene estructura de una sola nave, con tres altares secundarios a cada lado. El primer altar a la izquierda está decorado con el cuadro La Virgen Concetta de Sebastiano Ricci. En el segundo altar de la izquierda se encuentra el retablo Cristo crucificado y los apóstoles de Giulia Lama, flanqueado por dos esculturas del siglo XVIII, el patriarca Simeone y San Giuseppe, atribuibles a Antonio Tarsia, mientras que el luneto superior está decorado con la Ascensión de Antonio Vassilacchi . El tercer altar a la izquierda alberga una pintura de la escuela de Giovanni Battista Piazzetta, San Sebastiano y San Rocco, de Angelo Trevisan .
El altar mayor está situado en un lugar aislado en el centro del presbiterio y está flanqueado por dos estatuas de Antonio Gai que representan a La Fortezza y La Fede . Al fondo del presbiterio se encuentra el gran retablo San Vitale a caballo y Santi, también conocido como Gloria di San Vitale o Pala di San Vitale, realizado por Vittore Carpaccio en 1514 .
En el lado derecho, el primer altar alberga obras de Giovanni Antonio Pellegrini (San Giuseppe, San Francesco di Paola y el Salvador en gloria). El segundo altar está decorado con esculturas firmadas por Antonio Tarsia, La Anunciación de la Virgen, San Domenico y Santa Rosa ; el ornamento se completa con la Asunción de Antonio Vassilacchi, colocada en el luneto superior. En el tercer altar hay un retablo de 1730 realizado por Giovanni Battista Piazzetta y que representa al Ángel Rafael, San Luis y San Antonio de Padua.
Otras obras se pueden encontrar en la sacristía: La muerte de Sant'Ursicino de Gregorio Lazzarini y El martirio de San Vitale, una pintura del siglo XVIII de la escuela veneciana.
Dice la tradición que el entierro del célebre músico veneciano Baldassare Galuppi se colocó en la iglesia de San Vidal, pero no existe ninguna placa conmemorativa que así lo atestigüe.
El campanario, incorporado a la fábrica, en el lado que da al puente de la Academia tiene incrustada en la base una placa de piedra blanca con una inscripción de época romana, colocada en esta posición desde el siglo XVI.

## En la cultura popular
La última escena de la película de 1970 Anonimo Veneziano, dirigida por Enrico Maria Salerno, tiene lugar en la iglesia.